# Филателистические коллекции Британской библиотеки
Филателистические коллекции Британской библиотеки (англ. British Library Philatelic Collections) — национальное собрание филателистических коллекций Великобритании, содержащее более 8 миллионов экспонатов со всего мира.
Собрание формировалось в фондах библиотеки Британского музея (позднее ставшей Британской библиотекой) в 1891 году, начиная с коллекции Томаса Таплинга. Помимо завещаний и дарений, библиотека постоянно получала на хранение филателистические материалы от «Агентства короны» и стала местом прописки для ведущей исследовательской коллекции по истории почты и филателии Британской империи и остального мира.
В составе Коллекций помимо почтовых марок имеются другие, самые разнообразные филателистические артефакты — от газетных марок до печатной машины, на которой были изготовлены первые английские почтовые марки[≡].

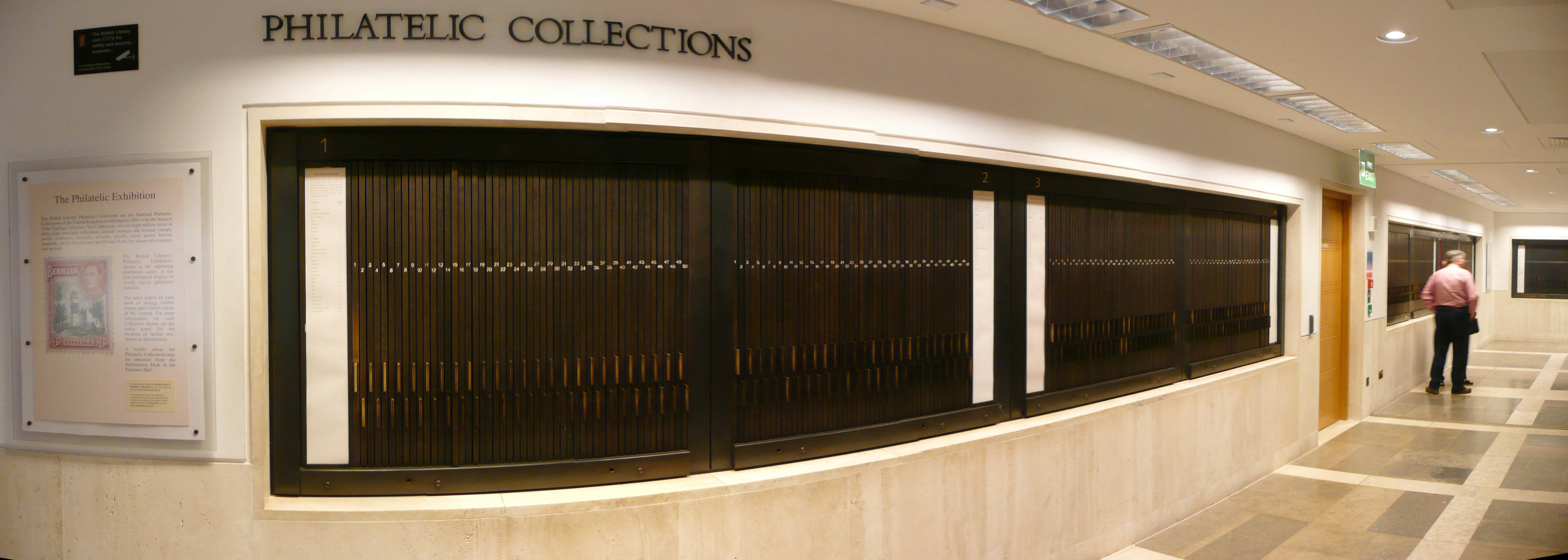
Панорамный вид экспозиции

## История
Первым примечательным пополнением Британского музея, имевшим отношение к филателии, стали два альбома почтовых марок, собранных Хьюбертом Хайесом (Hubert Haes) и Уолтером ван Норденом (Walter Van Noorden). Альбомы были переданы Хайесом в 1890 году, при этом подарок сопровождался просьбой о создании филателистической коллекции при библиотеке Британского музея (ныне Британской библиотеке).
Филателистические коллекции были учреждены в следующем, 1891 году в связи с дарением по завещанию собрания Таплинга. В завещании стоимость коллекции Таплинга была указана в размере 12 000 фунтов стерлингов, но по её получении Ричард Гарнетт, заместитель хранителя печатных книг, оценил коллекцию дороже 50 000 фунтов стерлингов, назвав этот дар самым ценным после приобретения Британским музеем в 1847 году библиотеки Гренвиля.
В 1900 году «Агентство короны для заморских правительств и администраций» передало три альбома почтовых марок, изготовленных по его заказу для администраций колоний, а затем прислало образцы всех будущих утверждённых к печати почтовых марок.
В 1913 году поступила библиотека Кроуфорда, которая лежит в основе коллекции филателистической литературы Британской библиотеки и содержит около 4500 произведений. Библиотека Кроуфорда была подарена Джеймсом Линдси, 26-м графом Кроуфордом по его завещанию и была самым первым собранием книг по филателии в мире в то время.
В 1944 году госпожа А. Каннингем (A. Cunningham) передала в дар принадлежавшую её отцу, Эдварду Мосли (Edward Mosley), коллекцию африканских почтовых марок, а в 1949 году госпожа Клемент Уильямс (Clement Williams) подарила собранную её покойным братом Гербертом Юэном коллекцию железнодорожных марок стоимостью 10 000 фунтов стерлингов. В 1942 году госпожа Огастин Фицджеральд (Augustine Fitzgerald) сделала библиотеке предложение о передаче в дар большой коллекции авиапочты. Однако из-за задержки по причине войны, во время которой коллекция хранилась в надёжном месте, передача состоялась позднее, в 1951 году. Коллекции Мосли и Фицджеральд были оценены в то время в 30 000 фунтов стерлингов.
Волей случая первоначально Филателистические коллекции находились в ведении Отдела печатных книг. В 1936 году было выдвинуто, но отвергнуто предложение об их переводе в Отдел гравюр и рисунков Британского музея. В 1946 году поступило ещё одно предложение — о передаче Коллекций в ведение Отдела монет и медалей, но решение принято не было, и Коллекции остались за Отделом печатных книг, пока не были переданы вновь созданной Британской библиотеке в 1973 году.

## Кураторы
С 1948 года куратором Коллекций был Г. Р. Холмс, подавший в отставку в конце 1950-х годов. Подыскать нового куратора оказалось непросто, и руководство Филателистическими коллекциями осуществлялось в режиме неполного рабочего дня. В 1959 году возникла угроза сохранности Коллекций, когда была обнаружена пропажа содержимого одного из выставочных стендов собрания Таплинга. В 1961 году научным ассистентом был принят на работу Джеймс Маккей, в задачу которого входило надлежащее хранение Филателистических коллекций. Однако в 1971 году полиция арестовала Маккея (в 1965 году назначенного заместителем хранителя). Ему было предъявлено обвинение в краже предметов Коллекций, взятых для временной экспозиции из собрания «Агентства короны для заморских правительств и администраций». Украденные им пробные марки (пробные оттиски рисунков почтовых марок) подлежали возвращению «Агентству короны» для уничтожения, и их стоимость оценивалась в 7600 фунтов стерлингов. Но Маккей подменил оттиски на почтовые марки Уинстона Черчилля стоимостью 400 фунтов стерлингов. В конечном итоге Маккея оштрафовали на 1000 фунтов стерлингов и уволили из Музея. Последствием этих краж стало усиление мер безопасности в отношении Филателистических коллекций, для чего на работу взяли Робина Скули-Уэста, одного из полицейских, участвовавших в расследование этого дела. «Агентство короны» аннулировало договор о временном предоставлении новых почтовых марок для экспонирования в Королевской библиотеке.
В 1983 году филателистическим куратором Британской библиотеки стал Дэвид Бич, который в 1991 году был назначен заведующим Филателистическими коллекциями. Д. Бич — бывший Президент Королевского филателистического общества Лондона и соучредитель Международной ассоциации филателистических библиотек.

## Описание
Все хранящиеся в собрании филателистические материалы объединены в 50 коллекций и архивных фондов, которые приобретались посредством их дарения и завещания либо были переданы государственными ведомствами. Собрание включает почтовые и фискальные марки, цельные вещи, эссе марок, пробные оттиски, конверты и формуляры, марки-«синдереллы» (непочтовые марки), образцы марок, авиапочту, некоторые материалы по истории почты, предметы по государственной и частной почте практически всех стран и эпох. При этом филателия понимается в самом широком смысле, поэтому в состав Коллекций входят необычные артефакты, в том числе оригиналы эскизов художников, лицензии на лошадей и Лётное свидетельство пилота капитана Джона Олкока.
Постоянный экспонат из предметов Коллекций выставлен на входе в Британскую библиотеку на первом этаже и, возможно, является самой лучшей экспозицией различных почтовых марок и филателистических материалов классического периода в мире. В целом посетители могут ознакомиться примерно с 80 тысячами предметов, скомпонованных на 6 тысячах листов и расположенных на одной тысяче выставочных стендов; при этом на 2400 листов размещена коллекция Таплинга. Другие материалы, охватывающие филателию всего мира, могут предоставляться в распоряжение учащихся, студентов и исследователей по предварительной записи.
Помимо хранения и размещения Филателистических коллекций, Британская библиотека активно приобретает литературу по филателистической тематике, что делает библиотеку одним из ведущих мировых центров исследований в области филателии.

### Основные коллекции
В таблице ниже перечислены несколько главных разделов национального британского собрания по филателии:
| Перечень основных разделов (собраний) Филателистических коллекций Британской библиотеки | Перечень основных разделов (собраний) Филателистических коллекций Британской библиотеки | Перечень основных разделов (собраний) Филателистических коллекций Британской библиотеки |
| Приобретение                                                                            | Название                                                                                | Описание |
| --------------------------------------------------------------------------------------- | --------------------------------------------------------------------------------------- | --- |
| 1891                                                                                    | Коллекция Таплинга                                                                      | Завещанная Томасом Таплингом Британскому музею, это собрание было положено в основу создания Филателистических коллекций. |
| Начиная с 1900 года                                                                     | Архив филателистической и защищённой полиграфии Агентства короны                        | Архив состоит из ряда филателистических и письменных материалов, являвшихся рабочими документами «Агентства короны». Это самый полный архив британских колониальных выпусков и выпусков стран Британского Содружества наций за последние сто лет. |
| 1913                                                                                    | Библиотека Кроуфорда                                                                    | Краеугольный камень коллекции филателистической литературы Британской библиотеки, которая содержит около 4500 трудов. |
|                                                                                         | Архив марочного отдела Управления налоговых сборов                                      | Содержит артефакты начиная с 1710 года, появился благодаря изменениям в законодательстве Великобритании. |

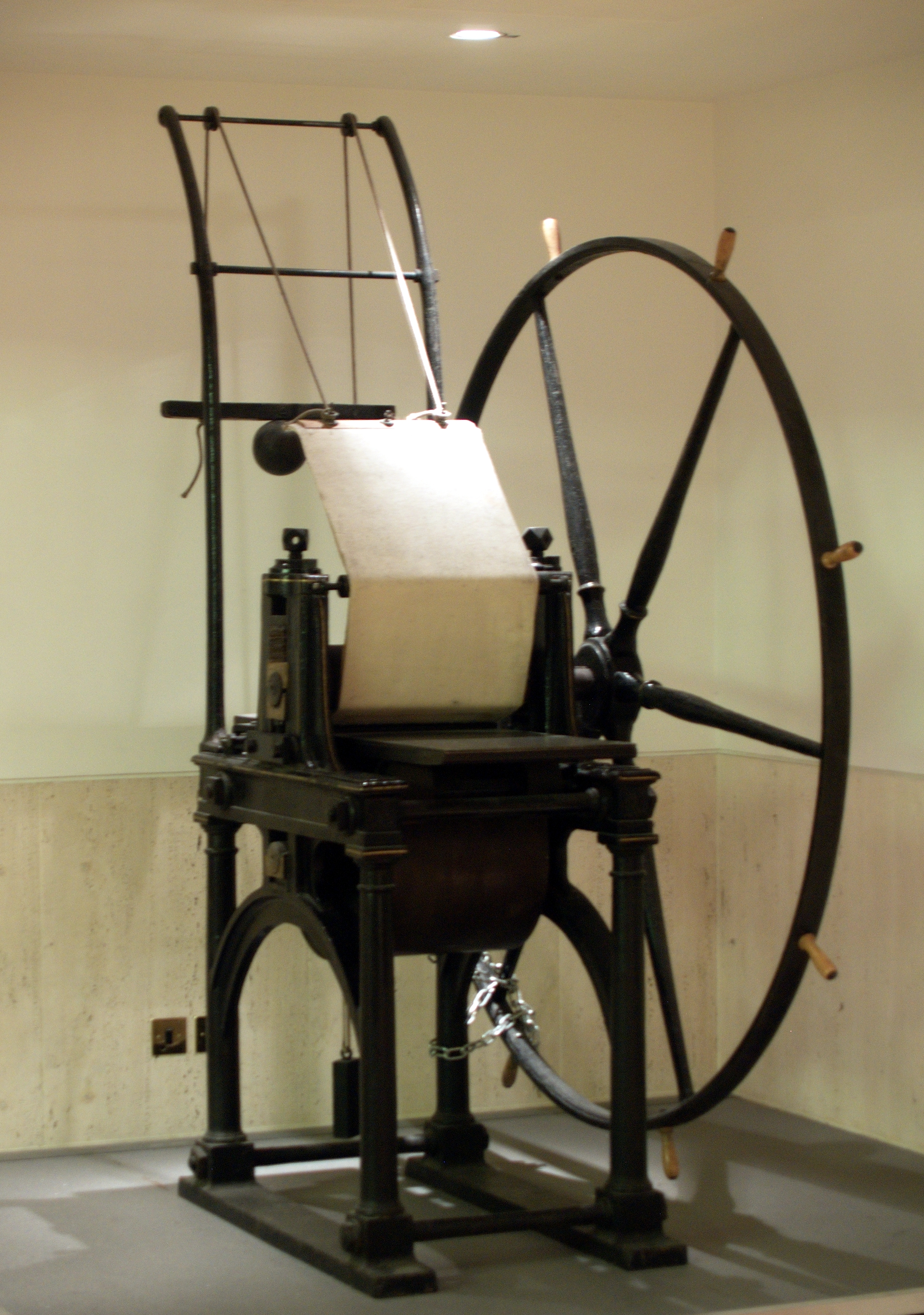

| 1946                                                                                    | Коллекция Мосли                                                                         | Охватывающая необычно большое число стран и содержащая много уникальных марок, эта коллекция имеет первостепенное значение и уступает только коллекции Таплинга. |

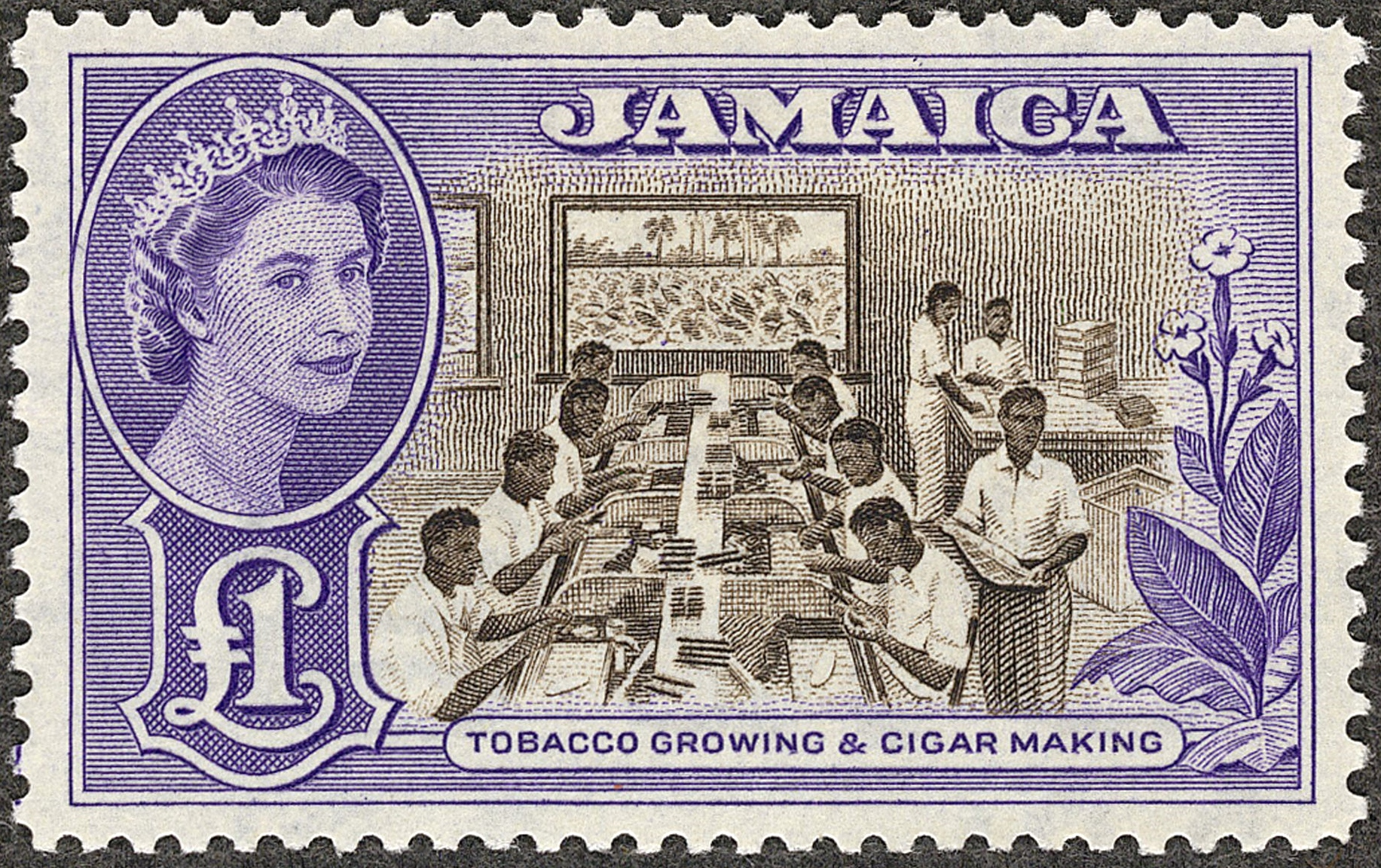

| 1949                                                                                    | Коллекция Кэя                                                                           | Коллекция фискальных марок британских колоний примерно до 1940 года. |
| 1949                                                                                    | Коллекция Юэна                                                                          | Коллекция железнодорожных марок Великобритании за период с 1891 по 1912 год с листами, пробами, конвертами. Сформирована Хербертом Лестранжем Юэном. |
| 1951                                                                                    | Коллекция Фицджеральд                                                                   | Это огромная коллекция ранних авиапочтовых марок и артефактов авиапочты. |
| 1964                                                                                    | Коллекция Всемирного почтового союза                                                    | Депозит Главного почтового управления в соответствии с разделом 4 Закона Великобритании о документах публичного характера. Представляет собой марочную коллекцию Всемирного почтового союза, содержащую 93 448 образцов за период начиная с 1908 года, которые принадлежат около 500 почтовым администрациям.                                                                       |
| 1966                                                                                    | Коллекция Бояновича                                                                     | Важная коллекция почтовых марок и истории почты Польши 1938]—1946 годов, включая почту Лодзинского гетто, подпольные почты, почту варшавских скаутов, материалы правительства Польши в изгнании, почту военнопленных и материалы польских вооружённых сил в Британии. |
| 1977                                                                                    | Коллекция Чинчена                                                                       | Коллекция подарена Бэрри Чинченом (Barry Chinchen) и представляет собой уникальное собрание почтовых марок острова Ланди. |
| 1989                                                                                    | Коллекция Флетчера                                                                      | Собранная на протяжении всей жизни Хью Гринуэллом Флетчером (Hugh Greenwell Fletcher) филателистическая коллекция британских почтовых марок и марок британской почты заграницей, включая надпечатки и немарочные экспонаты, такие как цельные вещи. |
| 1992                                                                                    | Коллекция Дэвиса                                                                        | Коллекция фискальных марок Ливии за период с 1955 по 1969 год, сформированная из архива компании «Брэдбери Уилкинсон & Co» и подаренная Дж. Н. Дэвисом (J. N. Davies) в 1992 году. |
| 1992                                                                                    | Коллекция Министерства иностранных дел и по делам Содружества                           | Архив Форин-офиса, сформированный согласно распоряжению министра Великобритании по делам колоний от 23 апреля 1890 года, отданному всем подведомственным территориям. Целью создания архива был учёт всех колониальных почтовых и фискальных марок, почтовых карточек, тиснёных маркированных конвертов и бандеролей. Архив был закрыт в 1992 году и передан Британской библиотеке. |
| 2003                                                                                    | Коллекция Калуского                                                                     | Коллекция почтовых марок и предметов по истории почты Польши с 1835 по 2002 год в 46 томах, подаренная Янушем Калуским. |

## Некоторые примечательные экспонаты
В Филателистических коллекциях среди многих других достопримечательностей находится уникальный лист 26 оттисков однопенсовых гербовых марок для газет и памфлетов, введённых в 1765 году согласно Акту о гербовом сборе, с изображением регистрационного свидетельства[≡]. Эти марки были эмитированы с целью применения указанного закона, призванного взыскивать налоги для финансирования обороны североамериканских колоний от французов. Гербовый сбор применялся в отношении юридических документов, лицензий, газет, памфлетов, альманахов в североамериканских колониях, Квебеке, Новой Шотландии, Ньюфаундленде, Флориде, на Багамских островах и в Вест-Индии. Введение этого сбора привело к протестам общественности и массовым беспорядкам со стороны североамериканских колонистов. Налог был отменён через несколько месяцев по причине непопулярности, но его политический ущерб способствовал началу Войны за независимость в 1775 году.
Крупнейшим артефактом Британской библиотеки является плоскопечатная машина Перкинса, изобретённая Джейкобом Перкинсом и запатентованная в 1819 году. Эта печатная машина была одной из нескольких таких машин, на которых типографией «Перкинс Бэкон» были изготовлены первые почтовые марки для Великобритании и Ирландии, поступившие в обращение в 1840 году[≡]. Начиная с 1853 года на этой же машине были напечатаны многие ранние почтовые марки британских колониальных территорий, включая Мыс Доброй Надежды, Цейлон, Маврикий, Остров Святой Елены, Тринидад, Западную Австралию, Ионийские острова, Нью-Брансуик, Новый Южный Уэльс, Новую Зеландию, Викторию.
На невыпущенной однофунтовой шоколадно-фиолетовой почтовой марке Ямайки, относящейся к 1956—1958 годам, показаны сюжеты выращивания табака и изготовления сигар. Эта первая ямайская почтовая марка с портретом королевы королевы Елизаветы II должна была иметь тот же рисунок и те же цвета, что и марка 1949 года с портретом Георга VI, но была отменена после печати. Существует всего лишь семь экземпляров этой марки[≡].
На обложке карманного путеводителя по Британской библиотеке «Сокровища в фокусе — почтовые марки» («Treasures in Focus — Stamps») помещена репродукция пробной марки 1913 года с портретом короля Георга V и изображением морского конька из коллекции Харрисона и сыновей. Гравёр Джон Харрисон сделал эти пробные оттиски в процессе работы над печатной платой. Гравюра использовалась для почтовых марок высоких номиналов (2 шиллинга и 6 пенсов, 5 шиллингов, 10 шиллингов и 1 фунт стерлингов).
Филателистические коллекции Британской библиотеки также располагают следующими редкими марками, которые свидетельствуют о большом спектре стран, представленных в её фондах:
- Золотой Берег (май 1883): уникальная пурпурная марка с надпечаткой 1 пенни на 4 пенсах[43][44].
- Индия (1854): «Индийская перевёртка» (перевёрнутая голова), две уникальные гашёные марки на конверте[45].
- Маврикий (1847): «Оранжевый Маврикий» — марка номиналом в 1 пенни, оранжево-красная, гашёная на конверте. Относится к первым британским колониальным почтовым маркам, выпущенным на Маврикии в 1847 году[46].
- Новый Южный Уэльс (1850): два эссе выпуска «Вид Сиднея» номиналом в 1 пенни и 3 пенса. Первые почтовые марки Нового Южного Уэльса, номиналом 1 пенни, 2 и 3 пенса, были эмитированы в 1850 году[47].
- Испания (1851): почтовая марка номиналом в 2 реала, ошибка цвета, один из трёх известных экземпляров[48][49].
- Остров Святой Елены (1961): три гашёные марки в фонд помощи населению островов Тристан-да-Кунья, на почтовой карточке, номиналы: 5 центов + 6 пенсов, 7½ центов + 9 пенсов и 10 центов + 1 шиллинг[50][51][≡].
- Цюрих, Швейцария (1844): «Цюрихская четвёрка», уникальная неразделённая горизонтальная полоска из пяти марок номиналом в 4 раппена[52].
- Уругвай (1858): синяя марка номиналом в 120 сентаво и зелёная номиналом в 180 сентаво, представлены попарно — тет-бешами, две из пяти известных[28].
- Западная Австралия (1854—1855): «Перевёрнутый лебедь» (перевёрнутая рамка), синяя марка номиналом в 4 пенса[53].